# Hansa-Brandenburg W.20
L'Hansa-Brandenburg W.20 fu un idroricognitore imbarcato biplano sviluppato dall'azienda tedesco imperiale Hansa und Brandenburgischen Flugzeugwerke GmbH negli anni dieci del XX secolo e rimasto allo stadio di prototipo.
Realizzato in soli tre esemplari e destinato ad operare dai sommergibili portaerei della Kaiserliche Marine, la marina militare dell'Impero tedesco, fu uno dei primi velivoli appositamente progettati per essere fornito come equipaggiamento su un sottomarino e da esso trasportato in un apposito hangar pressurizzato realizzato nello scafo. Rimasto in ambito sperimentale ebbe un limitato e non operativo utilizzo durante il periodo della prima guerra mondiale.

## Storia del progetto
Durante le fasi iniziali del primo conflitto mondiale la Kaiserliche Marine decise di avviare la sperimentazione di un nuovo tipo di classe di U-Boot che potesse, grazie al suo equipaggiamento, sopperire alla limitata capacità di avvistamento di possibili obiettivi di superficie che, a causa della curvatura terrestre, era limitata a qualche miglio marino anche nell'osservazione dalla propria torre in fase di emersione. Con l'evoluzione dell'arma aerea si riteneva oramai possibile realizzare un velivolo di piccole dimensioni, per la necessità di operare dalla superficie del mare un idrovolante, che fosse semplice da smontare e riassemblare per limitare al minimo la possibilità di essere scoperti ed ingaggiati dalle unità nemiche. A questo scopo era necessario dotare lo scafo del sommergibile di un apposito hangar pressurizzato dalle minori dimensioni esterne per non comprometterne troppo la capacità di penetrazione idrodinamica e, di conseguenza, le prestazioni.
Il programma di sperimentazione venne avviato con l'emissione di una specifica per la fornitura di un apposito velivolo che prevedeva la necessità, una volta smontato nel tempo massimo di 1 min e 45 s, di essere riposto in uno spazio di soli 20 per 6 m.
Per rispondere a questa esigenza l'Hansa-Brandenburg avviò lo sviluppo del W.20, un compatto idrovolante monoposto a scafo centrale dalla velatura biplana ed impennaggio "a T" dai piani orizzontali controventati, equipaggiato da un motore montato in configurazione spingente. Caratteristica del primo prototipo, Wk.n. 1551, era la disposizione delle due ali, non direttamente connesse tra loro, con l'inferiore montata alta a sbalzo sullo scafo e la superiore alta a parasole, e quest'ultima collegata allo scafo da una coppia di montanti diagonali per lato e da un castello tubolare centrale che fungeva anche da supporto al gruppo motoelica costituito da un motore rotativo a pistoni Oberursel U.0 raffreddato ad aria in grado di erogare una potenza pari a 80 CV (59 kW) ed abbinato ad un'elica a passo fisso. A questo seguirono altri due prototipi, Wk.n. 1552-3, che differivano per una impostazione più convenzionale dove le due ali, l'inferiore aumentata anche in apertura, erano ora collegate tra loro. Dato il particolare ruolo che doveva andare a svolgere non era prevista la dotazione di alcun armamento.
I tre prototipi, il 1552 in data 14 marzo 1918, vennero consegnati al centro sperimentale idrovolanti della marina (SVK) basato a Warnemünde per le valutazioni. Benché le prove a terra avessero rivelato la semplicità di smontaggio dei velivoli, anche grazie ad un ridotto numero di utensili necessari, il progetto del sottomarino non riuscì ad essere sviluppato così che non fu mai possibile valutare la validità del progetto in condizioni operative, di conseguenza il W.20 non venne avviato alla produzione in serie.

## Utilizzatori
Germania
- Kaiserliche Marine

tre esemplari impiegati solamente in prove di valutazione.